# Voleibol als Jocs Olímpics d'estiu de 2004
Als Jocs Olímpics d'Estiu de 2004 celebrats a la ciutat d'Atenes (Grècia) es disputaren 2 competicions de voleibol, una en categoria masculina i una altra en categoria femenina. La competició se celebrà entre els dies 14 i 29 d'agost de 2004 a l'Estadi de la Pau i l'Amistat.

## Comitès participants
Hi participaren un total de 283 jugadors, entre ells 143 homes i 140 dones, de 19 comitès nacionals diferents:
| Categoria masculina - Argentina - Austràlia - Brasil - Estats Units - França - Grècia - Itàlia - Països Baixos - Polònia - Rússia - Sèrbia i Montenegro - Tunísia | Categoria femenina - Alemanya - Brasil - Corea del Sud - Cuba - Estats Units - Grècia - Itàlia - Japó - Kenya - República Dominicana - Rússia - R.P. de la Xina |  |

## Resum de medalles
| Prova                       | Or | Argent | Bronze |
| Categoria masculina Detalls | Brasil Dante Amaral · Nalbert Bitencourt · Gustavo Endres · Ricardo Garcia · Gilberto Godoy Filho · André Heller · Mauricio Lima · Andre Nascimento · Anderson Rodrigues · Rodrigo Santana · Sergio Dutra Santos · Giovane Gavio | Itàlia Matej Cernic · Alberto Cisolla · Paolo Cozzi · Alessandro Fei · Andrea Giani · Luigi Mastrangelo · Samuele Papi · Damiano Pippi · Andrea Sartoretti · Venceslav Simeonov · Paolo Tofoli · Valerio Vermiglio                              | Rússia Pavel Abramov · Sergei Baranov · Stanislav Dinyekin · Andrei Egorchev · Alexei Kazakov · Vadim Khamuttskikh · Taras Khtey · Alexei Kosarev · Alexey Kuleshov · Sergey Tetyukhin · Konstantin Ushakov · Alexey Verbov |
| Categoria femenina Detalls  | R.P. de la Xina Lina Wang · Nina Song · Jing Chen · Yuehong Zhang · Ruirui Zhao · Suhong Zhou · Shan Li · Yanan Liu · Yang Hao · Kun Feng · Ping Zhang · Na Zhang                                                                | Rússia Alexandra Korukovets · Olga Nikolaeva · Elena Tyurina · Olga Chukanova · Elizaveta Tishchenko · Evgenya Artamonova · Marina Sheshenina · Elena Plotnikova · Natalya Safronova · Lioubov Chachkova · Irina Tebenikhina · Ekaterina Gamova | Cuba Zoila Barros · Rosir Calderón · Nancy Carrillo · Ana Fernández · Maybelis Martínez · Liana Mesa · Aniara Muñoz · Yahima Ortiz · Daymi Ramírez · Yumilka Ruíz · Marta Sánchez · Dulce Téllez                            |

## Medaller
| Posició | País            | Or | Argent | Bronze | Total |
| 1       | Brasil          | 1  | 0      | 0      | 1     |
| 1       | R.P. de la Xina | 1  | 0      | 0      | 1     |
| 3       | Rússia          | 0  | 1      | 1      | 2     |
| 4       | Itàlia          | 0  | 1      | 0      | 1     |
| 5       | Cuba            | 0  | 0      | 1      | 1     |